# 最终幻想X｜X-2 HD重制版
《最终幻想X|X-2 HD重制版》（标题竖线常写作斜线“/”）是电子角色扮演游戏《最终幻想X》和《最终幻想X-2》的高清复刻合辑，原游戏由史克威尔艾尼克斯开发，并分别于2001年和2003年在PlayStation 2平台发行。合集沿用了之前《国际版》新增的故事内容，并加入設定于《X-2》数年后新故事的新广播剧。中国大陆工作室维塔士负责大部分开发工作，史克威尔艾尼克斯协助开发與发行合辑。游戏于2013年12月在日本PlayStation 3和PlayStation Vita平台发行，2014年在台湾、香港、北美和欧洲发行，2015年在中国大陆随PlayStation Vita中国大陆版首发上市。2015年5月起，游戏登陆PlayStation 4平台，并于次年移植至Microsoft Windows，通过Steam发售，任天堂Switch以及Xbox One版本于2019年发售。
合辑以两款游戏的国际版为基础，并调整了图形和音乐，同時西方玩家可以首次玩到某些原版缺失的功能。合辑在日本和西方皆销量可观，并获得西方的积极评价。对于画面改进，以及可以在新平台上玩到游戏，评论多有称赞，但合辑因为少量小更新问题以及两游戏品質差異較大而获得批评，此外一些新增内容褒贬不一。

## 内容
《高清重制版》收录了《最终幻想X》和《最终幻想X-2》两款游戏。首款游戏讲述了年轻人提达被生物“辛”传送到史匹拉世界后开始旅行的故事。他成为召唤士尤娜的守卫之一，保护她完成打败辛的朝圣之路，并尋找辛和其父及尤娜父的联系。游戏采用計算時間戰鬥系統（美版称条件回合制战斗系统），玩家可以在战斗中替换队员。角色通过幻光球盘升级，玩家通过选择走盘路线，让角色学习特定技能或提升特定能力。第二款游戏设定在《最终幻想X》故事的两年后，讲述尤娜为寻找提达而成为财宝猎人收集幻光球的故事。本作通過效果配置盘系統回歸系列传统的职业系统：职业可通过变装幻光球获得，角色更換服装获得不同能力，服装可以在战斗中更換。《X-2》有多个小游戏，比如破解幻光球和水鬥球，后者也是《X》中的重要小游戏。
虽然《X》和《X-2》的主要游戏系统没有变化，但画面有大幅强化，同时《X》中的诸多曲目也被改编。全部發行地區皆以《国际版》为蓝本：合辑保留了《X》的专家版幻光球盘和附加头目，以及《X-2》中新增的变装幻光球和小游戏。游戏还加入了魔物创造系统，玩家可以扑捉怪物敌人和某些非玩家角色（NPC）培养，再将它们编入战斗队伍共同作战，如同精灵宝可梦系列，扑捉同伴可以在竞技场中战斗与强化。《X-2》收录了走迷宫式的roguelike 3D游戏《最终的任务》，角色在随机生成的网格式布局的地图上移动与遭遇敌人。玩家角色像主遊戲那樣用变装幻光球装备职业。玩家达成的《X-2》结局会影响主角间的对话。合辑亦收錄設定於《X》与《X-2》故事间的影片《永远的那基节》。合辑可以跨PlayStation 3、PlayStation Vita和PlayStation 4平台存档，两款游戏皆有全奖杯支持。
《最终幻想X -Will-》是附隨游戏的原创广播剧，以结尾职员表為背景播放。故事中有多位游戏角色以及两位新角色——旁白秋亚米（Shuami）及其搭档库尔古姆（Kurgum）——登场。在故事中，二人被派到召唤士尤娜处调查神秘现象“召唤”——死者被召唤回来的情况。她们在旅途中遇到重生的辛，似乎它被召唤了。故事中提达已經受伤，而尤娜似乎已经和他分手，並在寻找其他人。广播剧以尤娜再次挑戰辛，提达虽然受伤但依然决定寻找尤娜結束。

## 开发
移植的构想源自在《最终幻想 零式》制作間，游戏原开发团队和配音员的重聚。角色设计师野村哲也、助理制作人今泉英树和一名配音员认为，它们应该为《X》十周年纪念创作一些东西。制作人北濑佳范的个人动机是让年轻人去玩游戏体验，他儿子的年紀只能从《最终幻想 纷争》和前传中了解角色提达和尤娜。此外因游戏無法相容主流PlayStation 3型号，也不像PlayStation的《最终幻想VII》和《IX》能在PlayStation Network上运行，因而许多人無法玩到作品。野岛及其他老成员經過磋商获得《X》与《X-2》移植许可，但因团队大多成员仍忙于《最终幻想XIII》，实际开发进度從而延迟。移植版在东京电玩展 2011上首次亮相，当时称游戏会作为《X》十周年纪念发售。
移植的大多数工作外包给上海工作室维塔士。史克威尔艾尼克斯内部职员负责重組原版资产，并协助重做部分高清数据。原版团队中的鸟山求、直良有佑、松田俊孝和小林正树监督制作。《X-2》艺术总监高井慎太郎在两部移植游戏中担任同样职务。中国大陆开发团队由总经理潘峰率领。因原圖形使用許多PlayStation 2硬體獨有的功能，團隊在將遊戲移植到PlayStation 3和Vita時遇到困難。原资产部分损失与修复是也是一重问题，北濑的意见是这可能更易于从头重建数据。
PlayStation 3版支持720p和1080p分辨率——其中仅前者支持抗锯齿——而Vita版以720×408像素运行。水體效果等图形功能和灯光都有改进。其他改进如支持高光，圆形改進為动态阴影，以及微调环境几何和纹理。开发改善了两款游戏的3D模型：雖然大多模型仅使用了新纹理，但完全重建的玩家角色面部变化显著。为适应屏幕，过场和预渲染环境需要从4:3改为16:9，為此需要重调大量原画和程序。如角色模型本應在过场中显示，但因宽屏显示致使他们仅出现后镜头；这类实例必须修復。预渲染背景图像和过场都為为新屏幕比例而彻底剪裁。此外他們在图形清晰化的处理上遇到了困难；移植游戏系统的同時保障遊戲達到高清标准的困难超过团队想象。
遊戲改編了由植松伸夫、滨涡正志和仲野顺也為原版《最终幻想X》創作的60首曲目。滨涡和仲野负责改编大部分音乐，成田勉和山崎良亦重编数曲。《最终幻想X-2》的原声则沿用原PlayStation 2版松枝贺子和江口貴勅的作曲。为创作高清重制，编剧野岛一成编写了广播剧《最终幻想X -Will-》，讲述了《X-2》情节两年后的故事。野岛和野村认为这是扩展《X》世界观的好机会。它们之所以选择广播剧形式，是因为团队無意创作扎實的视觉作品，而希望以語音作品代之。团队希望广播剧和感觉乐观欢快的《X-2》结局“针锋相对”。他们希望气氛忧郁，因此《X》中的主要敌对力量辛回到了故事中，它们希望它的出现方式类似于《最终幻想VII》及展开媒体中主角萨菲罗斯。广播剧故意设置为开放结局，北濑“希望把一些东西留给玩家的想象”。
繁体中文版采用日语配音和中文字幕，由索尼电脑娱乐亚洲和史克威尔艾尼克斯共同中文化。

## 发行
《最终幻想X|X-2 高清重制版》的PlayStation 3版以合辑形式发行，PlayStation Vita版两个游戏则分开贩售。日本除了普通PlayStation Vita版外，还有同捆游戏和掌上機PlayStation Vita的双子包。Vita版分开发行的原因是卡带容量限制。相关商品有Play Arts Kai的提达和尤娜小雕像和再版的原版原声。每款游戏各有一本新Ultimania攻略本。野岛编写了搭配小说《最终幻想X-2.5 ~永远的代价~》，情節設定於《最终的任务》和《最终幻想X -Will-》之间。PlayStation 3收藏版通过史克威尔艾尼克斯在线商店在北美独占发行。其中收录了两款游戏、插画书、收录重编原声的蓝光光碟，以及5张平版印刷原画。美国加利福尼亚阿罕布拉的Gallery Nucleus举办了一场直到2014年3月27日的特别发布会，其中包括北濑和直良的签名会，艺术品拍卖的全部利润捐助給颱風海燕的受害者。

## 评价
| 汇总媒体     | 得分                     |
| ------------ | ------------------------ |
| GameRankings | PSV：89% PS3：86%        |
| Metacritic   | Vita：86/100 PS3：85/100 |

| 媒体           | 得分        |
| -------------- | ----------- |
| Destructoid    | PS3：8/10   |
| Game Informer  | 9/10        |
| GamesRadar+    | [ 48 ]      |
| GameSpot       | 8/10        |
| IGN            | 9.3/10      |
| VideoGamer.com | PS3：8/10   |
| Digital Spy    | [ 52 ]      |
| NowGamer       | PSV：8.5/10 |

PlayStation 3和PlayStation Vita版日本首周銷量分別為185,918和149,132。首周各版本总销量超过33.9万。PlayStation Vita版《最终幻想X》和《最终幻想X-2》在头两周分別售出31,775和16,355。《高清重制版》的两个版本在北美也都获得成功，发售首月售出20.6万份。游戏是PlayStation Network上第五畅销PlayStation 3游戏及最畅销PlayStation Vita游戏。史克威尔艾尼克斯称游戏总销量是2013/14财年财政状况改善的原因之一。重制版在西方评价良好。PlayStation Vita和PlayStation 3版在GameRankings上的汇总得分分别为90%和86%，而在Metacritic上为86和85分。
移植质量主要获得积极评价。IGN的梅根·萨利文称，虽然游戏展示了它的根源，但“视觉和音效都更为生动”，但他认为原版中一些纹理、令人不快的面部特写和嘴唇动作问题未能改善。GameSpot的约西亚·勒诺丹的评价总体积极，称画面改进是“重玩长寿系列中一款最打动人心作品的强有力理由”，但對於玩家角色和NPC的图形改善有別，他認為很不协调。Destructoid的戴尔·诺斯对PlayStation 3版的改进总体表示赞扬，然而他称固定镜头并不成熟，同时环境和模型的细节方面并未彻底高清化。Game Informer的金伯利·华莱士也對改进表示总体称赞，但他稱角色動作出卖了游戏年龄。GamesRadar的阿什利·莉德称环境美妙动人，但角色确是“奇怪的布娃娃”，同时游戏没有改善原版的图形局限。她认为在《X-2》中这些问题较轻。Digital Spy的马克·奥斯汀亦对改善表示称赞，但不满於遊戲降帧和“旧式”动画。他还称《X-2》的角色模型和《X》相比較優。VideoGamer.com的丹尼尔·凯恩斯對PlayStation 3版表示高度称赞，不過也指出了有時揮之不去的笨拙瞬間。NowGamer的瑞恩·金在PlayStation Vita版評測中称赞了游戏的改进与翻新。其他主流评论也对Vita版表示了相似的称赞，但勒諾丹和华莱士称一些纹理过时非常明显。
移植版原声获得从褒贬不一到积极的评价。诺斯称修订的音乐“可能难获原版配乐爱好者的认同”，但他同时称赞音效的全面改进。华莱士认为原声是大杂烩，一些曲目移植後有改进，其他的则參差不齊或失去影響。勒諾丹虽然稱讚原声清新，但認為原版爱好者“或难立刻注意到乐器变化”。《永远的那基节》、《最终的任务》和《Will》获得褒贬不一的评价。凯雷斯称《最终的任务》是“不错的小消遣”，但《Will》则“令人费解”。沙利文对《永远的那基节》和《最终的任务》皆表示不满，并称《Will》“令人非常奇怪困惑”，建议玩家不要碰它。华莱士称《最终的任务》是“不错的消遣，卻不怎么迷人”，诺斯亦称其“对典型最终幻想游戏爱好者或许无甚吸引力”。
媒體對游戏玩法和故事的评论和原版相同：《最终幻想X》和《最终幻想X-2》的故事分别获得积极和从褒贬不一到积极的评价，游戏系统则普遍获得称赞。《最终幻想X》和《最终幻想X-2》的新游戏功能获得褒贬不一到积极的评价。沙利文称新增内容是她在“该重制版中最喜欢的东西”，奥斯汀称包括《最终的任务》在内的新增功能是“受欢迎的内含物”。

## 影响
广播剧引发了人们对第二部《最终幻想X》续作的猜测。在2014年2月的采访中，桥本真司称，广播剧意僅在对扩展世界观，并非表示要開發续作。野岛此前称，如果有足够的要求就有可能开发，而第二部续作编写故事亦是本人所望。北濑之后在《Fami通》中就業界風傳表示，没有开发第二部续作，《永远的代价》和广播剧都只是游戏世界观下的独立续篇。